# John C. Calhoun
John Caldwell Calhoun (Abbeville, 1782. március 18. – Old Brick Capitol, 1850. március 31.) amerikai politikus, kongresszusi képviselő (Dél-Karolina, 1811 – 1817), hadügyminiszter (1817 – 1825), szenátor (Dél-Karolina, 1832 – 1843 és 1845 – 1850), alelnök (1825 – 1832), külügyminiszter (1844 – 1845). A Demokrata-Republikánus Párt és a Demokrata Párt tagja.